# イルピンの戦い
イルピンの戦い（イルピンのたたかい）は、2022年ロシアのウクライナ侵攻の際、ロシア連邦軍とウクライナ軍の間でキーウ州ブチャ地区イルピンの支配権をめぐって行われていた戦闘である。ロシア軍はキーウ攻勢の一環として、ウクライナの首都キーウを西から包囲するために、イルピン、ブチャ、ホストメリの制圧を目指した。キーウ攻勢の激しさから、キーウ州政府はブチャをイルピン、ホストメリ、ハイウェイM06、ヴィーシュホロドとともにキーウ州で最も危険な場所と名付けた。

## 前兆
侵攻当初、イルピンの北にある町ホストメリのホストーメリ空港をロシア軍が占領し、町に足場を築いた。ウクライナ軍はホストメリのロシア占領軍と戦ったものの、ロシア軍はキーウの包囲を目的としてイルピンとその近くのブチャ市を占領するために南下を始めた。
2022年2月25日、ウクライナ軍はイルピンに向かうロシア軍の隊列を破壊した。2022年2月26日、イルピンの住民はロシアの空挺部隊が民間人になりすましていると主張する動画を撮影した。

## 戦闘

### 2022年2月27日
2月27日、ウクライナ軍はロシア陸軍がブチャに進軍し、後にブチャからイルピンに向かって突破口を開いたと報告し、イルピンの戦いも始まった。市街地では戦車戦が繰り広げられ、ウクライナ歩兵がロシア空挺軍と交戦した。イルピン市長のオレクサンドル・マルクシンは、ロシア軍が市街地を突破しようとしたが、ブチャからの戦車の増援を受けたウクライナ陸軍と領土防衛隊によって撃退されたと報告した。ブチャとイルピンの間にあるキリンモールでは激しい戦闘が起きた。ウクライナ兵が投稿した動画には、破壊された装甲兵員輸送車と少なくとも6人のロシア兵の死体が映っていた。
ウクライナ軍は、ロシアの前進を阻止するためにロケット砲や大砲による砲撃、空爆を行った。また、ウクライナ軍はさらなるロシア陸軍のイルピン侵入を阻止するためにブチャとイルピンを結ぶ橋を破壊した。
日中のある時点で、ウクライナ当局はブチャの住民に対し、避難を開始していないとして、市外に「避難」するバスに乗らないように警告した。ウクライナ当局は、これはロシア軍がキーウに入るために、満員のバスの後ろをついて回ることで民間人を人間の盾として利用するための策略だと主張した。この警告は同日、ブチャでも報告された。

### 2022年2月28日
2022年2月28日、Oleksiy Arestovych大統領顧問は、ウクライナ軍が午前中にイルピン-ジトーミル高速道路でロシア軍を攻撃し、午後2時までに200台以上の各種車両が破壊または損傷したと報告した 

### 2022年3月2日
2022年3月2日、ロシア軍のSu-25戦闘機2機がイルピン空爆を行い、発射された2発のミサイルが住宅に命中し、子供1人が死亡、女性1人が負傷した。その後、Su-25の1機が撃墜された。精査の結果、墜落した機体のフライト番号は「RF-91961」と判明し、後に同機はロシア第18親衛襲撃航空連隊所属のSu-25SMであることが明らかになった。パイロットの消息は不明。
ウクライナ陸軍は、ロシア軍が攻勢の主導権を失い始め、大きな犠牲を出し、「不利な境界線」で停止したと報告した。

### 2022年3月3日
2022年3月3日、キーウ州政府は人道支援がブチャとイルピンに向かっており、両都市で避難が始まっていると発表した。1500人以上の女性と子供が列車で避難し、さらに250人がバスで避難したと報じられた。しかし、一部のルートでは線路が破壊されており、ウクライナ軍とロシア軍の間で小競り合いが続いていることから避難が困難になっていた
ウクライナ軍総司令官のヴァレリー・ザルジニは、ロシアのSu-30戦闘機1機がイルピン上空で撃墜されたと発表した。

### 2022年3月5〜8日
2022年3月5日、ウクライナ陸軍はイルピンからキーウまで徒歩で民間人を避難させ始めたが、橋が軍用機の爆撃で崩壊したため難しいものとなっていた。2022年3月6日、ロシア軍がイルピンの一部を支配し続けていると報じられた。避難中、ロシアの迫撃砲部隊と思しき砲撃により、8人の民間人（うち2人は子供）が死亡したが、ヒューマン・ライツ・ウォッチによればこの砲撃は戦争法に違反していた。同日、ウクライナの俳優で兵士に転身したパシャ・リーがロシア軍のイルピン砲撃で死亡した。3月8日、イルピン市長のオレクサンドル・マルクシンはロシア軍へのイルピン明け渡しを要求する脅迫を受けたと報告し、「イルピンは買えない。イルピンは戦う」と要求を拒否した。

### 2022年3月28日
ウクライナ軍はイルピンを奪還した。